# Ordnungsverwaltung
Als Ordnungsverwaltung wird der Teil der öffentlichen Verwaltung bezeichnet, der Gesetze und vergleichbare Vorschriften vollzieht oder kontrolliert, ob diese von Betroffenen eingehalten werden. Sie ist zu unterscheiden von der Dienstleistungsverwaltung, die auf Grund von Gesetzen handelt. Diese Definitionen wurden in den 1980er Jahren von dem Politikwissenschaftler Thomas Ellwein geprägt.
Aufgabe der Ordnungsverwaltung ist es, die bestehende Ordnung zu bewahren. Sie ist für den Bürger stark sichtbar und greift in die Freiheiten ein oder schützt sie. Einrichtungen der Ordnungsverwaltung können den Bürgern Belastungen auferlegen, mit Anordnungen und Zwang eingreifen und Ordnungsmaßnahmen wie z. B. Geldbußen verhängen. Traditionell gehören z. B. Polizei, Gesundheitsamt und Forstamt dieser Kategorisierung an. Die Leistungen und Maßnahmen der Behörden sind für die Bürger unmittelbar.